# Acronicta rubiginosa
Acronicta rubiginosa är en fjärilsart som beskrevs av Walker 1862. Acronicta rubiginosa ingår i släktet Acronicta och familjen nattflyn. Inga underarter finns listade i Catalogue of Life.